# Sulculeolaria monoica
Sulculeolaria monoica is een hydroïdpoliep uit de familie Diphyidae. De poliep komt uit het geslacht Sulculeolaria. Sulculeolaria monoica werd in 1888 voor het eerst wetenschappelijk beschreven door Chun. 